# 莱萨吕
莱萨吕（法語：Les Allues，法語發音：[le.z‿aly]）是法国萨瓦省的一个市镇，属于阿尔贝维尔区。

## 地理
莱萨吕（45°25'51"N, 6°33'23"E）面积85.99 平方千米，位于法国奥弗涅-罗讷-阿尔卑斯大区萨瓦省，该省份为法国东部省份，历史上为薩伏依的一部分，北起上萨瓦省，西接伊泽尔省和安省，南部和东部与上阿尔卑斯省和意大利接壤。
与莱萨吕接壤的市镇（或旧市镇、城区）包括：布里德莱班、莫達訥、普拉洛尼昂-拉瓦努瓦斯、莱贝尔维尔、库尔舍韦勒。
莱萨吕的时区为UTC+01:00、UTC+02:00（夏令时）。

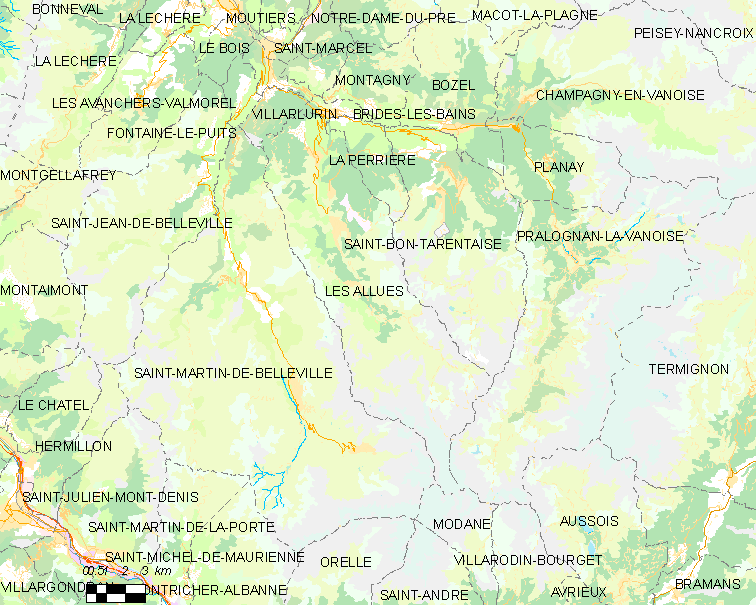
莱萨吕的OSM定位图

## 行政
莱萨吕的邮政编码为73550，INSEE市镇编码为73015。

## 政治
莱萨吕所属的省级选区为穆捷县。

## 人口

1962-2008年间莱萨吕人口变化图示

莱萨吕于2022年1月1日时的人口数量为1750人。